# ゴラン・ブラジェヴィッチ
ゴラン・ブラジェヴィッチ（Goran Blažević、1986年6月7日 - ）は、クロアチア・スプリト出身の元サッカー選手。現役時代のポジションはGK。

## クラブ経歴
地元のクラブであるハイドゥク・スプリトで育成され、2004年にトップチームへと昇格するものの、出場は叶わず、その後は国内の下位リーグのクラブを転々とした。2008年、HNKシベニクに移籍すると3年の間レギュラーとして活躍した。
2013年9月、自身初の海外挑戦となる、ブルガリアのファーストリーグに在籍するレフスキ・ソフィアと2年契約を結んだ。しかし、まったく出場機会をえられなかった。

## 代表経歴
2009年11月、リヒテンシュタイン代表とたたかうクロアチア代表に選出されたが、出番は訪れなかった。その後も、2010年5月6日と2年後の5月25日に行われたエストニア戦に招集されたものの、同じく出場できなかった。